# Dominique Nguyễn Chu Trinh
Dominique Nguyễn Chu Trinh (Phú Nhai, 20 maggio 1940) è un vescovo cattolico vietnamita, dal 7 maggio 2016 vescovo emerito di Xuân Lôc.

## Biografia
Dominique Nguyễn Chu Trinh è nato il 20 maggio 1940 a Phú Nhai, località nel comune di Xuân Phương del distretto di Xuân Trường della provincia di Nam Dinh in Vietnam.

### Formazione e ministero sacerdotale
Ha compiuto gli studi di filosofia e teologia al Seminario Maggiore Interdiocesano di Saigon dal 1960 al 1960. Al termine degli studi è stato ordinato sacerdote il 29 aprile 1966 per la diocesi di Xuân Lôc dove ha svolto gli incarichi di direttore del Collegio Hoa Binh e vice-direttore della Caritas diocesana. Dal 2000 è stato vicario generale della diocesi di Xuân Lôc.

### Ministero episcopale
Il 30 settembre 2004 papa Giovanni Paolo II lo ha nominato vescovo di Xuân Lôc. Ha ricevuto l'ordinazione episcopale l'11 novembre 2004 per imposizione delle mani del suo predecessore, il vescovo emerito Paul Marie Nguyễn Minh Nhật.
Il 7 maggio 2016 si è ritirato per raggiunti limiti di età.

## Genealogia episcopale e successione apostolica
La genealogia episcopale è:
- Cardinale Scipione Rebiba
- Cardinale Giulio Antonio Santori
- Cardinale Girolamo Bernerio, O.P.
- Arcivescovo Galeazzo Sanvitale
- Cardinale Ludovico Ludovisi
- Cardinale Luigi Caetani
- Cardinale Ulderico Carpegna
- Cardinale Paluzzo Paluzzi Altieri degli Albertoni
- Papa Benedetto XIII
- Papa Benedetto XIV
- Papa Clemente XIII
- Cardinale Bernardino Giraud
- Cardinale Alessandro Mattei
- Cardinale Pietro Francesco Galleffi
- Cardinale Giacomo Filippo Fransoni
- Cardinale Carlo Sacconi
- Cardinale Edward Henry Howard
- Cardinale Mariano Rampolla del Tindaro
- Cardinale Rafael Merry del Val
- Arcivescovo Duarte Leopoldo e Silva
- Arcivescovo Paulo de Tarso Campos
- Cardinale Agnelo Rossi
- Vescovo Dominique Nguyễn Văn Lãng
- Vescovo Paul Marie Nguyễn Minh Nhật
- Vescovo Dominique Nguyễn Chu Trinh

La successione apostolica è:
- Arcivescovo Joseph Nguyễn Năng (2009)
- Vescovo Thomas Vũ Đình Hiệu (2009)
- Vescovo Joseph Đinh Đức Đạo (2013)